# Metejoor
Joris van Rossem (* 4. Januar 1991 in Duffel), bekannt unter seinem Künstlernamen Metejoor, ist ein belgischer Popsänger. Mit Songs in niederländischer Sprache ist er seit 2019 in Flandern erfolgreich. Mit dem Lied 1 op een miljoen und seinem Debütalbum erreichte er 2021 die Spitze der jeweiligen Charts.

## Biografie
Joris van Rossems Eltern waren in seiner Jugend in einer Band und nahmen ihre beiden Kinder auch mit auf die Bühne. Er selbst sang aber nur heimlich für sich selbst und traute sich nicht, vor Publikum aufzutreten. 2016 kam er mit dem Musikgeschäft in Kontakt, als seine Schwester Lisa sich bei The Voice van Vlaanderen bewarb und auch in die Liveshows kam. Der Produzent Hans Francken entdeckte sein Talent und brachte ihn zum Label CNR. Er begann unter dem Künstlernamen Metejoor mit der Veröffentlichung von Singles und hatte in den folgenden beiden Jahren mehrere Hits in der Tipparade von Ultratop außerhalb der offiziellen Charts.
Im Juni 2019 gelang ihm mit dem Song Horizontaal die erste Platzierung in den offiziellen Top 50. Mit Blij om jou te zien hatte er noch im selben Jahr einen größeren Hit, der mehrere Monate in den Charts blieb. Auch durch seine Auftritte stieg seine Bekanntheit, unter anderem trat er im Vorprogramm von Clouseau auf. Im Jahr darauf folgten mit Het beste aan mij (ben jij) ein Kandidat für den Sommerhit bei Radio 2 und mit Hoe kon ik zo dom zijn gemeinsam mit 5napback ein weiterer Charthit.
Der große Durchbruch kam Anfang 2021 mit der Single 1 op een miljoen, bei dem die niederländische Sängerin Babet mitwirkte. Das Lied stieg nach mehreren Wochen bis auf Platz 1 der Charts in Flandern und kam auf Platz 11 der Jahresauswertung. Das Lied schaffte es auch in die niederländischen Charts. Daraufhin beschloss Van Rossem, der in den vier Jahren zuvor Sport- und Vertrauenslehrer gewesen war, den Schuldienst zu verlassen und sich auf seine Musikkarriere zu konzentrieren.
Mit der in den Niederlanden sehr erfolgreichen Sängerin Emma Heesters hatte er mit Rendez-vous im Sommer einen weiteren Tophit, der im Nachbarland nicht in die Charts kam. Bevor Metejoor Ende Oktober sein nach ihm benanntes Debütalbum veröffentlichte, erschien die Vorabsingle Ze meent het, die ein weiterer Top-10-Hit wurde. Das Album stieg in der Woche darauf auf Platz 1 in die Charts ein und hielt sich über Wochen in den Top 10 und kehrte nach einem Vierteljahr sogar noch einmal an die Chartspitze zurück.
Ende 2021 gab Van Rossem bekannt, dass er als Coach und Jurymitglied bei The Voice Kids einsteigen werde.

## Diskografie

### Studioalben
| Jahr | Titel Musiklabel           | Höchstplatzierung, Gesamtwochen, AuszeichnungChartsChartplatzierungen (Jahr, Titel, Musiklabel, Platzierungen, Wochen, Auszeichnungen, Anmerkungen) | Anmerkungen                              |
| Jahr | Titel Musiklabel           | BEF | Anmerkungen                              |
| ---- | -------------------------- | --- | ---------------------------------------- |
| 2021 | Metejoor FruityLabel (CNR) | BEF1 Platin · (… Wo.)BEF | Erstveröffentlichung: 29. Oktober 2021   |
| 2023 | Joris FruityLabel (CNR)    | BEF1 (… Wo.)BEF | Erstveröffentlichung: 29. September 2023 |

### Singles
| Jahr | Titel Album                       | Höchstplatzierung, Gesamtwochen, AuszeichnungChartplatzierungen (Jahr, Titel, Album, Platzierungen, Wochen, Auszeichnungen, Anmerkungen) | Höchstplatzierung, Gesamtwochen, AuszeichnungChartplatzierungen (Jahr, Titel, Album, Platzierungen, Wochen, Auszeichnungen, Anmerkungen) | Anmerkungen                                                                    |
| Jahr | Titel Album                       | BEF | NL | Anmerkungen                                                                    |
| ---- | --------------------------------- | --- | --- | ------------------------------------------------------------------------------ |
| 2019 | Horizontaal Metejoor              | BEF47 (2 Wo.)BEF | — | Erstveröffentlichung: 3. Mai 2019                                              |
| 2019 | Blij om jou te zien Metejoor      | BEF14 (14 Wo.)BEF | — | Erstveröffentlichung: 18. September 2019                                       |
| 2020 | Laat het voor de liefde zijn –    | BEF45 (1 Wo.)BEF | — | Erstveröffentlichung: 23. März 2018                                            |
| 2020 | Hoe kon ik zo dom zijn Metejoor   | BEF27 (13 Wo.)BEF | — | Erstveröffentlichung: 23. Oktober 2020 mit 5napback                            |
| 2021 | 1 op een miljoen Metejoor         | BEF1 Platin · (24 Wo.)BEF | NL29 (4 Wo.)NL | Erstveröffentlichung: 28. Januar 2021 feat. Babet                              |
| 2021 | Rendez-vous Metejoor              | BEF4 Platin · (24 Wo.)BEF | NL— GoldNL | Erstveröffentlichung: 9. Juni 2021 mit Emma Heesters                           |
| 2021 | Ze meent het Metejoor             | BEF9 (18 Wo.)BEF | — | Erstveröffentlichung: 22. Oktober 2021                                         |
| 2022 | Dit is wat mijn mama zei Metejoor | BEF1 (31 Wo.)BEF | — | Erstveröffentlichung: 28. Januar 2022                                          |
| 2022 | Kijk ons nou Joris                | BEF3 (24 Wo.)BEF | NL— GoldNL | Erstveröffentlichung: 26. Mai 2022 mit Snelle                                  |
| 2022 | Wat wil je van mij Joris          | BEF2 (34 Wo.)BEF | NL2 Platin · (27 Wo.)NL | Erstveröffentlichung: 16. November 2022 mit Hannah Mae                         |
| 2023 | Geef licht –                      | BEF46 (1 Wo.)BEF | — | Erstveröffentlichung: 11. April 2023 aus Liefde voor muziek Original: Stef Bos |
| 2023 | Laat ons een bloem Joris          | BEF5 (21 Wo.)BEF | — | Erstveröffentlichung: 9. Mai 2023                                              |
| 2023 | Eigen schuld Joris                | BEF1 (29 Wo.)BEF | — | Erstveröffentlichung: 20. September 2023                                       |
| 2024 | Groot Joris                       | BEF12 (22 Wo.)BEF | — | Erstveröffentlichung: 1. Mai 2024                                              |
| 2025 | Te waar om mooi te zijn –         | BEF9 (11 Wo.)BEF | — | Erstveröffentlichung: 14. März 2025 feat. Lunace                               |
| 2025 | Stuk –                            | BEF4 (… Wo.)BEF | — | Erstveröffentlichung: 25. Mai 2025 mit Luna                                    |

Weitere Singles
- 2017: Ik hou van jou (feat. Daniel Lopez)
- 2017: Ik wil meer
- 2017: Samen alleen
- 2018: Je hoeft niet bang te zijn
- 2018: Boeit me geen (feat. Sarita Lorena)
- 2020: Het beste aan mij (ben jij)

### Boxsets
| Jahr | Titel            | Höchstplatzierung, Gesamtwochen, AuszeichnungChartsChartplatzierungen (Jahr, Titel, Platzierungen, Wochen, Auszeichnungen, Anmerkungen) | Anmerkungen                             |
| Jahr | Titel            | BEF | Anmerkungen                             |
| ---- | ---------------- | --- | --------------------------------------- |
| 2023 | Metejoor / Joris | BEF21 (16 Wo.)BEF | Erstveröffentlichung: 15. November 2023 |